# Senecio selloi
Senecio selloi là một loài thực vật có hoa trong họ Cúc. Loài này được (Spreng.) DC. miêu tả khoa học đầu tiên năm 1838.